# Torsten Haß
Torsten Haß, znany również pod pseudonimem Kim Godal, jest poetą, dramatopisarzem, powieściopisarzem, pisarzem i bibliotekarzem. Napisał m.in.  Bibliotheken für Dummies, opublikowaną w październiku 2019 r. i dwukrotnie wznawianą,  kilkakrotnie recenzowaną.

## Twórczość

### Literatura faktu
- Bibliotheken für Dummies (2019), wraz z Detlev Schneider-Suderland
- Arbeitgebermarke Bibliothek mit k(l)einem Budget : eine Einführung mit Übungen (2021)
- Vahīṅ dekhiye : Festschrift für Hellmut Vogeler (1996); jako redaktor
- Das Ende der Gemütlichkeit : Entwurf eines Fundraising-Konzepts für kleinere und mittlere Wissenschaftliche Bibliotheken  (2021)
- Dieses Buch ist für die Tonne : Einführung in den klassischen Zynismus (Kynismus) (2020); wraz z Maximilian Spannbrucker
- Wohnriester und Erbbau : ein aktuelles Fallbeispiel (2021)

### Literatura piękna

#### Powieści, opowiadania i nowele
- Das Kartenhaus : ein Betrugs-Roman (2002[5])
- Der König des Schreckens :  ein Vatikan-Krimi  (2013[5])
- Männchensache : Rechtsfälle zur Vorbereitung im Geschlechterkampf – Roman (2009[5])
- Morddeich : und andere Kurzprosa (2021)
- Die Schwarze Zeit : ein Mittelalter-Roman (2006[5])
- Die Schwarze Zeit II : Aphrodites Puppen – Roman (2007[5])
- Die Schwarze Zeit III : Metathronos – Roman (2008[5])
- Die Schwarze Zeit IV : Agonie – Roman (2009[5])
- Die Schwarze Zeit V : Staub – Roman (2010[5])
- Die Schwarze Zeit VI : Terra re-mota – Roman (2011[5])
- Totenmelodie : ein Kurpfalz-Krimi (2017[5])
- Totenquintett : ein Kurpfalz-Krimi (2017[5])
- Totentraum : ein Kurpfalz-Krimi (2017[5])

#### Dramaty
- En Nuit : Dramolett (2021)
- Omega oder Das Hochzeitsmahl : Drama (2020[5])
- Die Staatsschuld – In a State of Bonds : Drama (2003[5])

#### Poezje
- Das Christkind taumelt betrunken im Wald, der Weihnachtsmann torkelt nicht minder : Winter- und Weihnachts-Gedichte (2020)
- Es wiehert der Gaul, es graset das Pferd. Es machte auch nichts, wär’s mal umgekehrt : Liebes-Gedichte und andere (2020)